# Kortrijk (stacja kolejowa)
Kortrijk – stacja kolejowa w Kortrijk, w regionie Flandria, w Belgii. Znajduje się tu 9 peronów.